# China Cup
La Copa China (en inglés: China Cup) es un torneo internacional amistoso de selecciones de fútbol creado en 2017. Fue organizado por la Asociación China de Fútbol (CFA), la oficina de deportes de la Región Autónoma de Guangxi, el Gobierno Municipal de Nanning y la empresa comercial china Wanda Sports Holdings.
Si bien, al darlo a conocer, fue promocionado como un nuevo certamen oficial de los que organiza la FIFA, este organismo solo otorgó el aval para su realización, sin incluirlo en su calendario oficial, siendo así su primera edición de carácter amistoso, por lo que los clubes en los que se desempeñan los jugadores habitualmente titulares no estuvieron obligados a cederlos. Por esto, los directores técnicos debieron presentar planteles conformados en parte con juveniles, debutantes o usualmente suplentes. Además de la aprobación de la FIFA, también contó con el aval de la Confederación Asiática de Fútbol (AFC).
La primera edición del torneo se realizó en el Guangxi Sports Center en la ciudad de Nanning, ubicada a casi 2000 kilómetros de Shanghái, entre el 10 y el 15 de enero de 2017. Las cuatro selecciones participaron en un cuadrangular de eliminación directa, donde los derrotados jugaron por el tercer lugar y los ganadores se enfrentaron por el título. La final se disputó el 15 de enero, siendo la selección de Chile la vencedora.

## Torneos
| Año          | Sede  | Campeón | Final Resultado | Subcampeón | Tercer lugar    | Resultado      | Cuarto lugar |
| ------------ | ----- | ------- | --------------- | ---------- | --------------- | -------------- | ------------ |
| 2017 Detalle | China | Chile   | 1:0             | Islandia   | China           | 1:1 4:3 (pen.) | Croacia      |
| 2018 Detalle | China | Uruguay | 1:0             | Gales      | República Checa | 4:1            | China        |
| 2019 Detalle | China | Uruguay | 4:0             | Tailandia  | Uzbekistán      | 1:0            | China        |

## Palmarés
La lista a continuación muestra a los equipos que han estado entre los cuatro mejores de alguna edición del torneo.
| Equipo          | Campeón        | Subcampeón | Tercer puesto | Cuarto puesto  |
| --------------- | -------------- | ---------- | ------------- | -------------- |
| Uruguay         | 2 (2018, 2019) |            |               |                |
| Chile           | 1 (2017)       |            |               |                |
| Islandia        |                | 1 (2017)   |               |                |
| Gales           |                | 1 (2018)   |               |                |
| Tailandia       |                | 1 (2019)   |               |                |
| China           |                |            | 1 (2017)      | 2 (2018, 2019) |
| República Checa |                |            | 1 (2018)      |                |
| Uzbekistán      |                |            | 1 (2019)      |                |
| Croacia         |                |            |               | 1 (2017)       |

### Títulos por confederación
| Confederación              | Títulos | Subtítulos | Tercer lugar | Cuarto lugar |
| -------------------------- | ------- | ---------- | ------------ | ------------ |
| CONMEBOL (América del Sur) | 3       | 0          | 0            | 0            |
| UEFA (Europa)              | 0       | 2          | 1            | 1            |
| AFC (Asia)                 | 0       | 1          | 2            | 2            |

## Estadísticas

### Clasificación histórica
- Actualizado el 22 de marzo de 2019.

| Pos. | Selección       | PJ | PG | PE | PP | GF | GC | Dif | Pts |
| ---- | --------------- | -- | -- | -- | -- | -- | -- | --- | --- |
| 1    | Uruguay         | 4  | 4  | 0  | 0  | 10 | 0  | +10 | 12  |
| 2    | Chile           | 2  | 1  | 1  | 0  | 2  | 1  | +1  | 4   |
| 3    | Gales           | 2  | 1  | 0  | 1  | 6  | 1  | +5  | 3   |
| 4    | República Checa | 2  | 1  | 0  | 1  | 4  | 3  | +1  | 3   |
| 5    | Islandia        | 2  | 1  | 0  | 1  | 2  | 1  | +1  | 3   |
| 6    | Uzbekistán      | 2  | 1  | 0  | 1  | 1  | 3  | -2  | 3   |
| 7    | Tailandia       | 2  | 1  | 0  | 1  | 1  | 4  | -3  | 3   |
| 8    | Croacia         | 2  | 0  | 2  | 0  | 2  | 2  | 0   | 2   |
| 9    | China           | 6  | 0  | 1  | 5  | 2  | 15 | -13 | 1   |

## Premios y reconocimientos

### Mejor jugador por edición
| Jugador          | Selección | Año  |
| ---------------- | --------- | ---- |
| Eduardo Vargas   | Chile     | 2017 |
| Edinson Cavani   | Uruguay   | 2018 |
| Christian Stuani | Uruguay   | 2019 |

### Máximo goleador por edición
| Año  | Jugador | Selección                    | Goles |
| ---- | --- | ---------------------------- | ----- |
| 2017 | Ángelo Sagal César Pinares Kjartan Finnbogason Aron Sigurðarson Franko Andrijašević Luka Ivanušec Wang Jingbin | Chile Islandia Croacia China | 1     |
| 2018 | Gareth Bale | Gales                        | 3     |
| 2019 | Christian Stuani                                                                                               | Uruguay                      | 3     |